# Semidalis nimboiformis
Semidalis nimboiformis is een insect uit de familie van de dwerggaasvliegen (Coniopterygidae), die tot de orde netvleugeligen (Neuroptera) behoort. 
De wetenschappelijke naam Semidalis nimboiformis is voor het eerst geldig gepubliceerd door Monserrat in 1989.